# Cáceres
Cáceres là một khu tự quản thuộc tỉnh Antioquia, Colombia. Thủ phủ của khu tự quản Cáceres đóng tại Cáceres Khu tự quản Cáceres có diện tích 1973 ki lô mét vuông. Đến thời điểm ngày 28 tháng 5 năm 2005, khu tự quản Cáceres có dân số 17895 người.